# Hadena aurantia
Hadena aurantia là một loài bướm đêm trong họ Noctuidae.